# エイノ・アンテロ・ルーッカネン

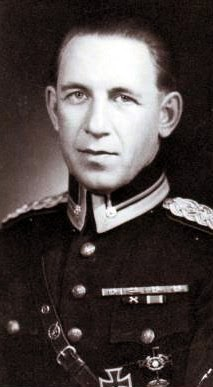
エイノ・ルーッカネン

エイノ・アンテロ・ルーッカネン（Eino Antero Luukkanen、1909年6月4日 - 1964年4月10日）は、フィンランドの空軍軍人。エース・パイロット。マンネルヘイム十字勲章受章。愛称は「エイッカ」。ソビエト連邦との冬戦争勃発時には中隊長、継続戦争中に戦隊長になり、部隊を率いるとともに、自らも56機の確認戦果を上げた。これはフィンランド空軍第3位のスコアである。また、出撃回数441回はフィンランド空軍戦闘機操縦者中、最多である。

## 戦歴
1935年3月、中尉に任官。
1939年11月の冬戦争勃発時には、フォッカー D.XXI装備の第24戦隊の第3中隊長を務める。開戦2日目の12月1日、ソ連のツポレフSB爆撃機を撃墜、初戦果とする。
12月末からは、第3中隊を中核とした分遣隊「L戦闘機隊」（Lはルーッカネンの頭文字）を指揮。1940年2月15日、大尉に昇進。冬戦争中の確認撃墜数は2.5機（すべてフォッカー D.XXI）。
冬戦争終結後、新鋭機F2A「バッファロー」のスウェーデンからの空輸を担当。第24戦隊はこの機に機種転換し、継続戦争を迎える。
1941年6月の継続戦争勃発時には同戦隊第1中隊長および先任航空指揮官。9月より再び独立派遣部隊「L戦闘機隊」を組織し指揮する。バッファローでの確認撃墜数は14.5機。離任直前、主に愛機としていたバッファローBW-393号機の垂直安定板には、この時までの撃墜数を示すものとして、祝杯をあげた17枚のビールのラベルが貼られていた。なお、BW-393号機はその後、中隊の指揮を引き継いだハンス・ウィンドが主に搭乗してスコアを重ね、最終的には41機と、フィンランド空軍のバッファローのうち（おそらく世界のバッファローの中でも）最高の機体別撃墜数をもつ殊勲機となった。
1942年11月、少佐に昇進するとともに、第30戦隊に戦隊長として転属。同戦隊は、この頃にはすでに旧式化していたフォッカー D.XXIと、ソ連からの鹵獲機ポリカルポフI-153「チャイカ」装備の偵察部隊であった。
1943年3月、ドイツから待望の新鋭機メッサーシュミットBf109Gがもたらされると、これを装備したエリート部隊・第34戦隊が編成される。本来、これを指揮するはずだったエリッキ・オラヴィ・エーンルート少佐がVL ピリ練習機の事故で急逝したため、ルーッカネンがその戦隊長となる。以後、1944年9月の停戦まで同部隊を指揮した。1944年6月18日、2級マンネルハイム十字章受章。同年8月5日のYak-9がルーッカネンの最後の戦果であった。メッサーシュミットBf109での確認撃墜数は39機。
その後、第34戦隊が第33戦隊と改名された後も戦隊長に留まり、中佐に昇進後は第2飛行団の指揮官となった。1951年11月、退役。

## 著書
- "Hävittäjälentäjänä kahdessa sodassa"、邦訳『フィンランド上空の戦闘機』　訳：梅本弘　大日本絵画

## 参考書籍
- エイノ・アンテロ・ルーッカネン（訳：梅本弘）『フィンランド上空の戦闘機』、大日本絵画
- カリ・ステンマン、カレヴォ・ケスキネン（訳：梅本弘）『第二次大戦のフィンランド空軍エース』、オスプレイ・ミリタリー・シリーズ、大日本絵画
- 中山雅洋ほか　『第2次大戦　世界の戦闘機隊』、酣燈社
- Kalevi Keskinen, Kari Stenman, Klaus Niska, "FINNISH FIGHTER ACES", Apali Oy, 1994
- Ossi Juntunen, "Eikka" Luukkanen - The Youngest Squadron Leader（"Finnish Fighter Ace") http://www.saunalahti.fi/~fta/finace03.htm